# هالدین (ایلینوی)
هالدین (به انگلیسی: Haldane) یک منطقهٔ مسکونی در ایالات متحده آمریکا است که در ایلینوی واقع شده‌است.